# Astrolabium

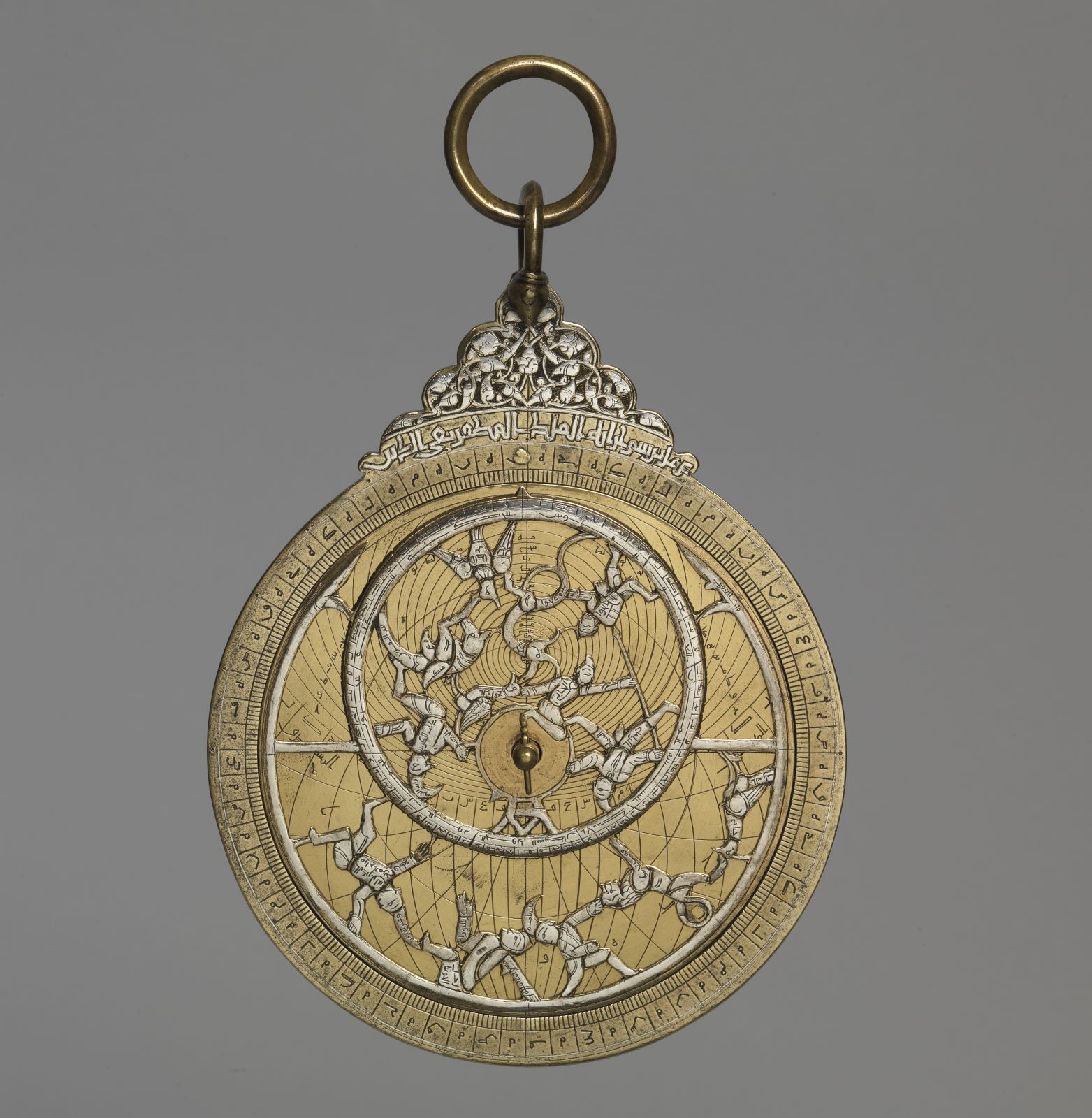
Astrolabium des al-Sahl al-Nisaburi (Vorderseite), 1178 / 1191 oder 1284 / 1299, Hama (Syrien), heute Germanisches Nationalmuseum in Nürnberg

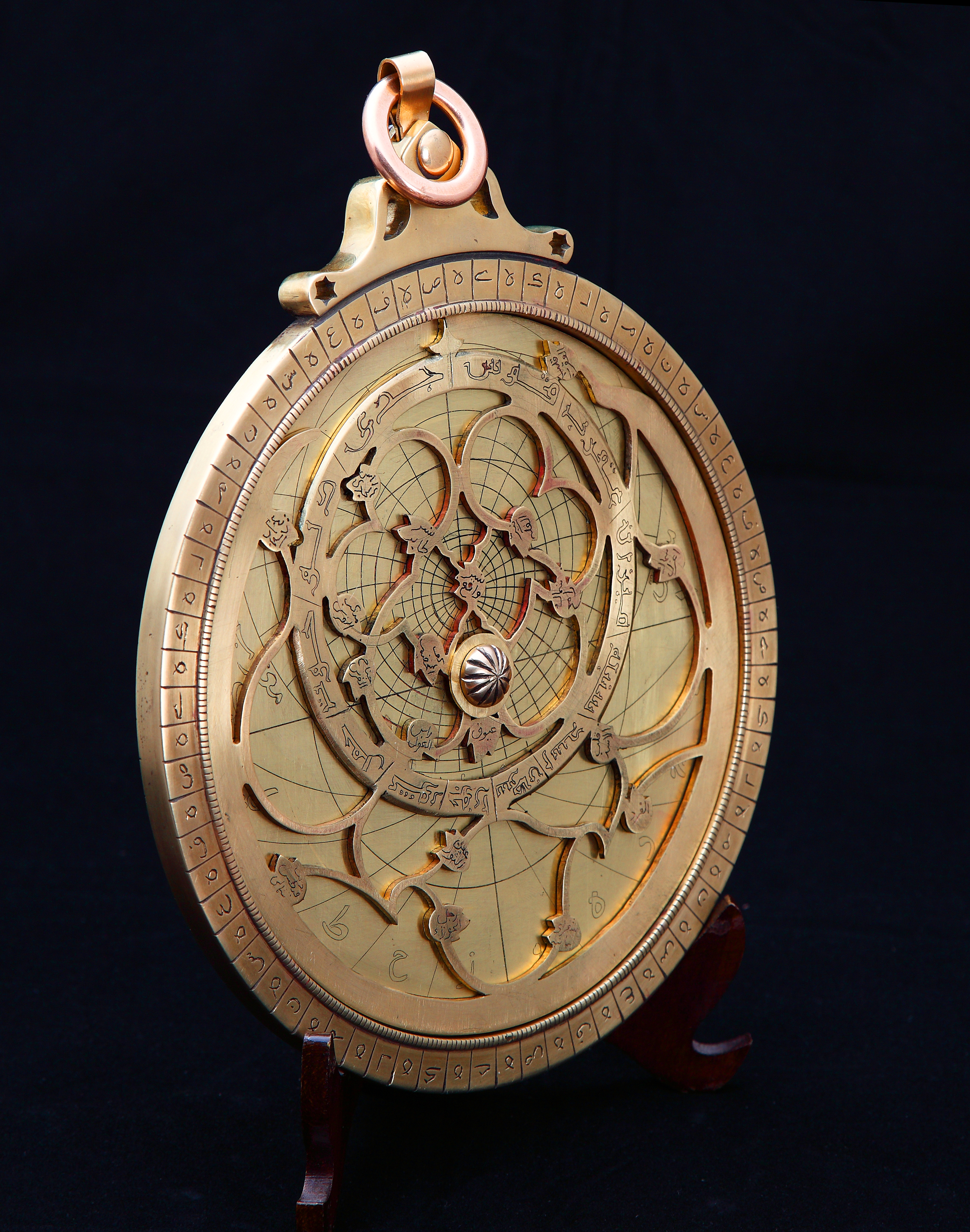
Iranisches Astrolabium (Vorderseite, moderner Nachbau)

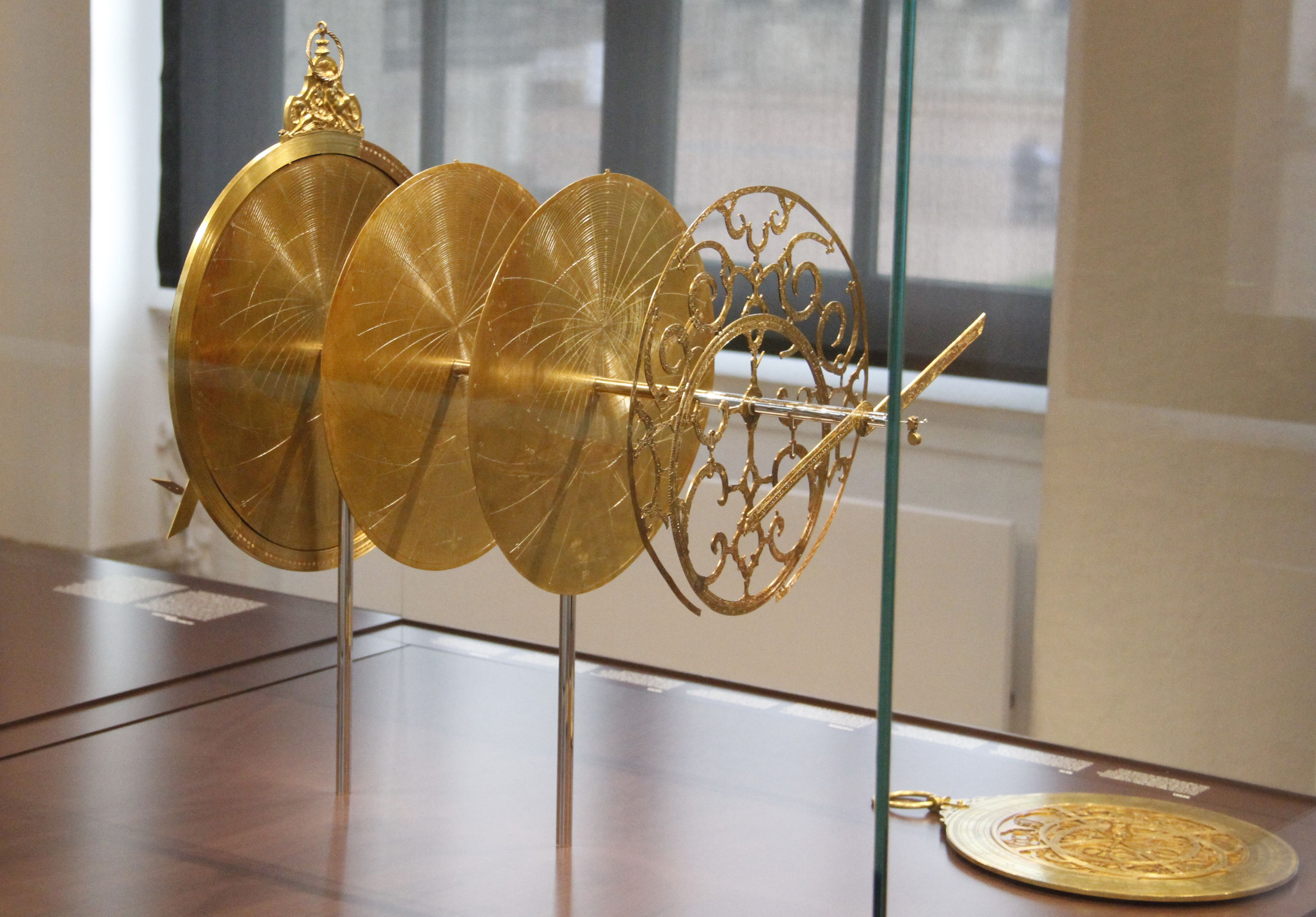
Von der Vorderseite eines Astrolabiums abgehobene Einzelteile, Mathematisch-Physikalischer Salon des Zwingers (Dresden)

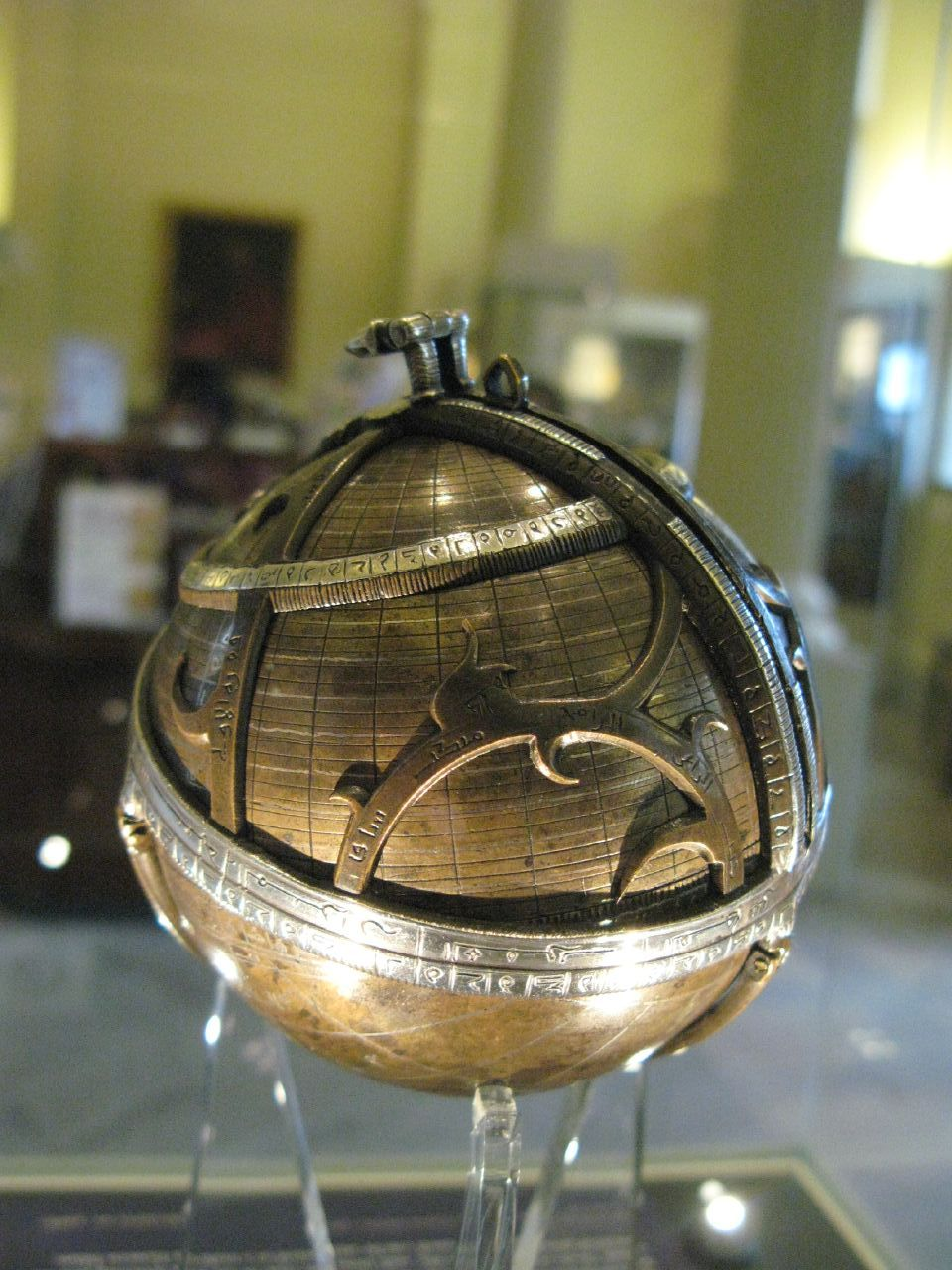
Kugelförmiges Astrolabium

Ein Astrolabium (auch Astrolab, griechisch für „Stern-Nehmer“) oder Planisphärum ist ein scheibenförmiges astronomisches Rechen- und Messinstrument. Mit ihm kann man den sich drehenden Himmel nachbilden und Sternpositionen berechnen. Es handelt sich im Prinzip, ähnlich wie beim Rechenschieber, um einen Analogrechner.
Auf einer festen Scheibe (Tympanon) sind der Horizont und Kreise des horizontalen Koordinatensystems abgebildet. Darüber liegt die drehbare Rete, die als Himmelskörper einige Sterne und die Jahresbahn der Sonne (Ekliptik) enthält. Einige von vielen Anwendungsmöglichkeiten sind folgende: Wird die Rete auf Datum und Uhrzeit eingestellt, so lassen sich die Positionen der Sterne ablesen. Umgekehrt lassen sich aus dem Datum und der Position eines Sterns oder der Sonne die Uhrzeit oder die Himmelsrichtungen bestimmen.
Meistens befindet sich auf der Rückseite ein Diopter, mit dem der Höhenwinkel eines Objekts auf der Erde oder am Himmel (zum Beispiel Stern oder Sonne) über dem Horizont gemessen werden kann. Die überkommene griechische Bedeutung als „Sternnehmer“ oder „Sternhöhenmesser“ stammt von dieser Zusatzeinrichtung, die vor dem Sextanten auch in der Seefahrt zur Bestimmung des Breitengrads benutzt wurde.
Astrolabien wurden von der Antike bis in die frühe Neuzeit verwendet. Die heute noch gebrauchten zweidimensionalen Sternkarten sind vereinfachte Abwandlungen des Astrolabiums. Bei der Darstellung des drehenden Himmels hat das anschaulichere, dreidimensional darstellende Planetarium das Astrolabium verdrängt.

## Darstellungsprinzip
Das Astrolabium wird als eine in die Ebene übertragene Armillarsphäre betrachtet, was zur Folge hatte, diese heute auch sphärisches Astrolabium und das Astrolabium ebene Armillarsphäre zu nennen. Die Übertragung geschieht mit Hilfe der stereographischen Projektion. Deren Projektionszentrum ist ein Punkt auf der Armillarsphäre beziehungsweise auf der abzubildenden Himmelskugel. Bevorzugt sind der südliche oder nördliche Himmelspol, um die sich der Himmel (scheinbar) dreht. Da das Astrolabium zur Zeit seiner Erfindung ausschließlich für die Darstellung des Nordhimmels vorgesehen war, enthalten die klassischen Exemplare die Projektion aus dem Südpol. Der Nordpol ist Mitte und Drehpunkt auf dem Astrolabium.
In der Antike war es Tradition, die Sicht auf die Himmelskugel von außen zu bevorzugen. Ebenso wird eine Armillarsphäre gesehen. Die Sichtweise von außen wurde im Astrolabium künstlich durch Spiegeln der durch die stereographische Projektion gewonnenen inneren Ansicht der Himmelskugel hergestellt. Das ist in erster Linie an der gegenseitigen Anordnung der Sternsymbole auf der Rete und an deren Drehrichtung erkennbar. Die von der Erde aus gesehenen und die auf der Rete abgebildeten Sternbilder sind zueinander Spiegelbilder. Die Rete dreht im Uhrzeigersinn; von der Erde aus wird der Himmel aber im Gegenuhrzeigersinn um den Nordpol drehend beobachtet.

## Geschichte

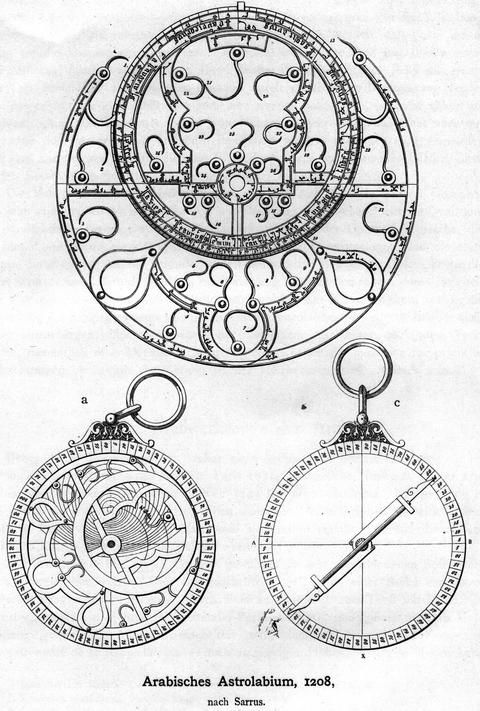
Arabisches Astrolabium um 1208.
Oben: Rete (durchbrochene Scheibe mit exzentrischem Tierkreis und Sternen als Spitzen von Dornen).
Unten links: Vorderseite mit Rete.
Unten rechts: Rückseite (Dorsum) mit Alhidade

Die Armillarsphäre wurde angeblich vom griechischen Astronom Eratosthenes gegen 250 v. Chr. entwickelt. Der griechische Astronom Hipparchos (ca. 190–120 v. Chr.) habe dem innersten „Astrolabring“ eine Visiereinrichtung zum Anpeilen eines Sterns hinzugefügt. Die älteste vollständige Beschreibung befindet sich im arabisch vermittelten Astronomie-Werk Almagest des Ptolemäus (ca. 100–160 n. Chr.). Damit wurden die Sternkataloge von Hipparchos und Ptolemäus erstellt.
Die seit dem Mittelalter allgemein bekannten ebenen, scheibenförmigen Astrolabien wurden im griechisch-römischen Raum entwickelt, wobei der genaue Zeitpunkt zwischen dem zweiten und dem vierten Jahrhundert ungewiss ist. Das Astrolab verbindet mathematische Erkenntnisse aus der Zeit von Hipparchos mit Elementen von früheren mechanischen Instrumenten wie der Dioptra (ein universelles geodätisches Instrument), sowie portablen Sonnenuhren, die auf der stereographischen Projektion beruhen, aus dem zweiten Jahrhundert. Die älteste bekannte Schrift zum Astrolab wurde gemäß dem byzantinischen Lexikon Suda (970 n. Chr.) vom Astronom Theon von Alexandria (ca. 330–400 n. Chr.), dem Vater der Mathematikerin Hypatia, im späten vierten Jahrhundert verfasst. Die Astrolabien wurden im arabischen Raum weiterentwickelt, wobei wiederum eine Frau eine Rolle gespielt haben soll, Ijlîya, die Tochter von al-Ijlî al-Asturlâbi, eines Astrolabbauers aus Aleppo.
Das Astrolab als Instrument zur Darstellung der Gestirnsbewegungen, zur Ortung von Sternen, zur Winkel- und Zeitmessung, versehen mit einem Tierkreis für astrologische Spekulation entwickelte sich aus den römischen Naturwissenschaften, fußend auf antiken Quellen. Solche existierten vor allem in der Gelehrtenstadt und in der Bibliothek von Alexandria. Wichtige Stationen des Astrolabs bis ins europäische Hochmittelalter sind:

### Stationen
- Synesios von Kyrene, nach seiner Ausbildung in Alexandria, überbringt im Jahr 399 als Gesandter ein Planisphärium (Astrolab) als Geschenk an den oströmischen Kaiserhof nach Byzanz (Synesios von Kyrene / Über das Geschenk), samt Beschreibung (nicht erhalten).
- Ebenfalls in Alexandria hat um 530 der christliche Naturwissenschafter Johannes Philoponos die Gebrauchsanweisung eines „astrolábos“ (Sterngreifers) beschrieben. Es ist die älteste erhaltene Beschreibung des Astrolabs.[4]
- Vom 8. Jahrhundert an benutzten arabische Gelehrte das Astrolab als Gerät für astronomische und astrologische Berechnungen, zusammen mit den indischen Dezimalzahlen (Arabische Zahlschrift). Bekannt ist die schriftliche Anleitung, die der Mathematiker und Astronom al-Chwarizmi in Bagdad um 840 erstellt hat.[5]
- Im arabischen Spanien, am Kalifenhof in Córdoba (Kalifat von Córdoba / Blütezeit) nach 930, blühten Kultur und Wissenschaften in einem fast immer friedlichen Nebeneinander von Muslimen, Juden und Christen. Hier entwickelte sich eine rege Übersetzungstätigkeit von antiken Texten der Naturwissenschaften und der Medizin ins Arabische und vom Arabischen ins Lateinische, woran auch Juden beteiligt waren. Von hier aus wurden lateinische Übersetzungen über die Pyrenäen in das Frankenreich gebracht.[6]
- Solche gelangten nach Fleury (Abtei) von Saint-Benoît-sur-Loire, wo Gelehrte und Abschreiber tätig waren. Von 988 bis 1004 wirkte Abt Abbo von Fleury als Kirchenmann, als Musiktheoretiker und auch als Astronom. Die Bibliothek von Fleury enthielt eine bedeutende Sammlung antiker und mittelalterlicher Texte auch außerhalb der Theologie.[7]
- Das Fondazione Museo Miniscalchi Erizzo in Verona beherbergt ein Astrolabium, das im 11. Jh. im arabischen Andalusien hergestellt wurde und, so die auf ihn eingravierten arabischen, hebräischen und lateinischen Zeichen, über mehrere Jahrhunderte kulturübergreifend im Gebrauch war.[8]
- Eine der ältesten Beschreibungen des Astrolabs in lateinischer Sprache ist Codex 196 der Burgerbibliothek Bern. Die Pergament-Handschrift ist wahrscheinlich in Fleury im 11. Jahrhundert hergestellt worden. Sie gibt eine Anleitung zum Gebrauch des Astrolabs und enthält fünf Skizzen und eine Tabelle.[9]
- Von Fleury aus kamen die ersten Kenntnisse über das Astrolab in die Zentren der Wissenschaft im deutschen Reich. Im Kloster Reichenau auf der Insel besaß der gelehrte Mönch Hermann von Reichenau, der von 1013 bis 1054 lebte, ein Astrolab-Lehrbuch in lateinischer Sprache: Dieses ist uns nicht als ganzes überliefert, doch als Buchbindermakulatur im Stadtarchiv Konstanz erhalten. Die Textfassung deutet auf Herkunft aus Barcelona der Zeit um 980. Hermanns Abt auf der Reichenau, Berno von Reichenau, hatte in Fleury studiert und vielleicht das Buch von dort mitgebracht, ein frühes lateinisches Lehrbuch der Astrolabkunde.[10]
- Zur gleichen Textfassung gehört auch die Handschrift, die im 12. Jahrhundert dem Kloster St. Emmeram (Regensburg) gehört hat und heute in München (Bayerische Staatsbibliothek, codex latinus 14689) aufbewahrt wird. Sie ist ein Beispiel dafür, wie solche Texte von der Reichenau aus in weitere Zentren des Reiches weitergegeben worden sind.[11]

Hermann der Lahme erstellte einen Bauplan für ein Astrolabium und griff dabei auf arabische Quellen zurück (Konstruktionsanleitung „De mensura astrolabii“).
Ein gleichförmig drehendes, zu einer Uhr erweitertes ebenes Astrolabium ist allerdings schon in der vom römischen Ingenieur Vitruv (1. Jh. v. Chr.) beschriebenen „Aufzugsuhr“ (oder „Wasseruhr“) zu erkennen. Etwa tausend Jahre später taucht das „Getriebe-Astrolab“ des persischen Astronomen al-Bīrūnī (973–1048) auf. Damit wurde außer der Bewegung der Sonne auch die des Mondes dargestellt. Mit einem Uhrwerk versehene Astrolabien („Astrolabiumsuhren“) wurden seit dem Ende des 14. Jahrhunderts als meist große öffentliche Astronomische Uhren errichtet, von denen einige heute noch existieren.
In der europäischen Schifffahrt wurden zwischen dem 15. und 17. Jahrhundert sehr einfache Astrolabien als sogenannte Seeastrolabien verwendet, die Vorläufer des Sextanten sind. Ab dem frühen 16. Jahrhundert wurde zur Winkelmessung auch der Jakobsstab verwendet.
Astrolabien entwickelten sich aufgrund ihrer filigranen Formen auch zu Repräsentationsobjekten, die in den frühneuzeitlichen Wunderkammern europäischer Fürsten Einzug erhielten. So schuf der Duisburger Kartograph Gerhard Mercator mehrere solcher Instrumente für Kaiser Karl V.
Das Astrolabium ist weniger anschaulich als sein Vorgänger, die dreidimensionale Armillarsphäre, die in Europa noch im 14. bis 17. Jahrhundert als Demonstrationsinstrument von Astronomen und Lehrern benutzt wurde. Es ist aber einfacher als Messgerät anwendbar.
Der Name Astrolab dient seit etwa 1930 auch für einige Instrumente der Astrogeodäsie, mit denen Sterndurchgänge in einem konstanten Höhenwinkel von meist 60° präzise gemessen werden. Dieser Winkel mit Bezug auf die Lotrichtung wird entweder durch ein speziell geschliffenes, frei hängendes Glasprisma, durch einen spiegelnden Quecksilber-Horizont oder durch ein Nivelliergerät realisiert. Bekannte Bautypen sind das Danjon-Astrolab, das Zirkumzenital und das Ni2-Prismenastrolab von Zeiss. Sie erlauben – je nach Aufwand und Gewicht – die Bestimmung der astronomischen Länge und Breite mit Genauigkeiten von ±0,01″ bis 0,5″.

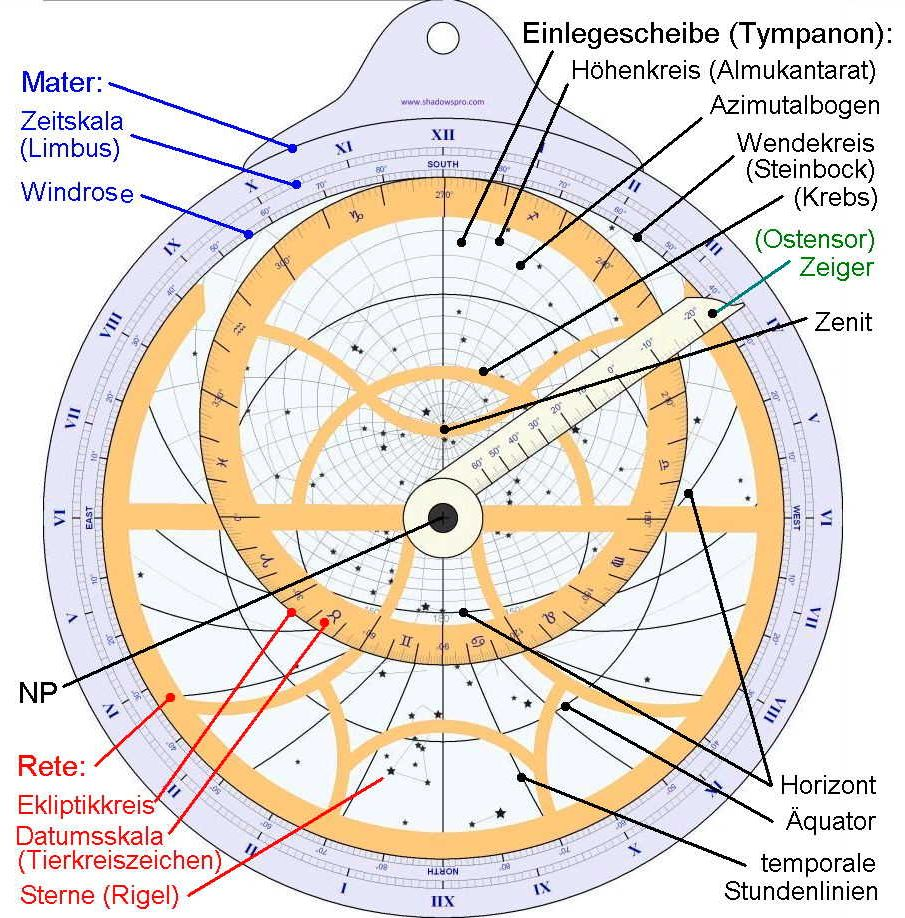
Astrolabium (Vorderseite, moderner Nachbau): Bauteile und Skalen.
Die Sterne (zum Beispiel Rigel aus dem Sternbild Orion) sind hier nicht als Sternzeiger, sondern als Punkte auf einer mit der Rete verbundenen Folie dargestellt. Wie bei Astrolabien üblich ist der Sternhimmel spiegelverkehrt gezeigt.

## Bauteile und Skalen
Über dem Tympanon befindet sich die drehbare, netzartig durchbrochene Sternenscheibe (Rete), deren kleine Spitzen als Symbole (Sternzeiger) für etwa zwei Dutzend ausgewählte helle Sterne am Himmel dienen. Auf dem Tympanon befinden sich die Bilder des Horizonts und eines Netzes der Horizont-Koordinaten. Da diese Bilder von der geographischen Breite des Beobachtungsortes abhängen, sind sie auf auswechselbaren Tympana dargestellt, von denen eines in die Grundplatte (Mater) des Astrolabiums eingelegt wird. Dadurch kann das Astrolabium in mehreren Breitengradregionen angewendet werden.
Die Grundplatte trägt an ihrem Außenrand eine Skala der 24 Stunden eines Tages (Limbus, manchmal auch zweimal 12 Stunden oder eine 360°-Skala).
Auf einem Tympanon sind die horizontalen Himmelskoordinaten zwischen Horizont und Zenit dargestellt: Horizont, Höhenkreise (Almukantarate) und Azimutbögen. Die Bilder sind Kreise, denn Kreise werden bei der stereographischen Projektion immer als Kreise abgebildet. Dazu kommen die zum Himmelspol zentrischen Kreise Himmelsäquator und die beiden himmlischen Wendekreise. Die Kreisbögen unter dem Horizont sind Linien temporaler Stunden.
Auf der Rete sind Einzelsterne (Sternzeiger) und die Ekliptik als mit Tierkreiszeichen oder direkt mit dem Kalenderdatum markierter Datumskreis abgebildet. Die Sonne ändert von der Erde aus gesehen im Jahresverlauf ihre Position relativ zum Fixsternhimmel, sie durchläuft den Ekliptikkreis.
Ein drehbarer Zeiger (Ostensor) hilft, das Datum auf der Ekliptik durch Drehen passend zur Uhrzeit auf der Stundenskala (Limbus) am Rand der Mater einzustellen. Bei manchen Varianten trägt der Zeiger eine Deklinationsskala.

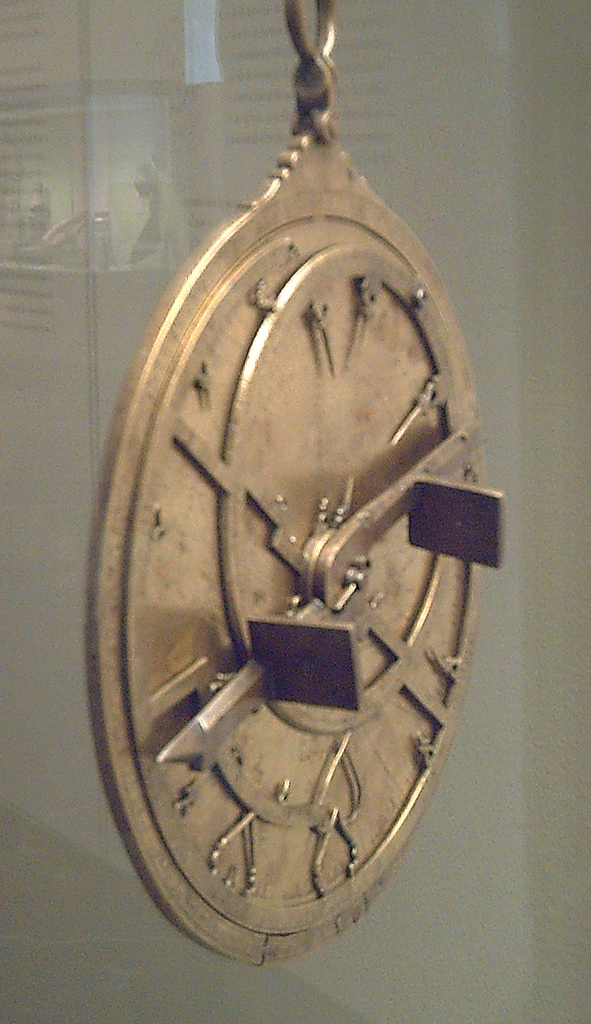
Rückseite eines Astrolabiums mit Diopter (Alhidade)

Auf der Rückseite (dorsum) befindet sich ein drehbarer Doppelzeiger (Alhidade) mit Diopter, mit dem der Höhenwinkel eines Sterns messbar ist. Eine von mehreren Skalen wird dafür verwendet, dabei muss das Astrolabium genau senkrecht am Haltering (Armilla) hängen.

## Gebrauch des Astrolabiums
Das Astrolabium war über viele Jahrhunderte ein universelles Instrument für den Astronomen, Landvermesser und Astrologen. Es diente zudem als Zeitmesser und zur Ermittlung von Kalenderdaten. Oft war es aber auch nur ein schönes Schmuckstück im Besitz von wohlhabenden Laien. Was der Verbreitung des Astrolabiums jedoch hinderlich war, waren die guten Kenntnisse in der Astronomie und Mathematik, die man beim Gebrauch haben musste. Konnte das Instrument zur Höhenmessung noch in jeder Einstellung mit geringen Kenntnissen benutzt werden, war es vor einer astronomischen Messung erforderlich, eine komplizierte Grundeinstellung vorzunehmen.
Was in den folgenden Absätzen über die Peilung der dargestellten Sterne am Nachthimmel beschrieben wird, gilt tagsüber ebenso für die Sonne.
Zu den Anwendungen gehörten: Messung der Stern- oder Sonnenhöhe, Ermittlung der Äquinoktialstunden, Ermittlung der Temporalstunden, Bestimmung der Auf- und Untergangszeiten, Beobachtung der Dämmerung, geodätische Messungen und astrologische Vorhersagen.
Von den vielen Anwendungsmöglichkeiten eines Astrolabiums wird im Folgenden nur eine Auswahl besprochen.

### Momentanen Himmel einstellen und Sterne identifizieren
1. Der Ostensor wird auf das aktuelle Datum auf der Ekliptik eingestellt. Das ist der Ort der Sonne. Befindet sie sich innerhalb des Horizontkreises (über dem Horizont), so ist Tag.
2. Rete und Ostensor werden gemeinsam gedreht, bis der Ostensor auf die momentane Sonnenzeit auf dem Stundenring zeigt. Innerhalb des Horizontkreises liegen nun die Sternzeiger derjenigen Sterne, die zu dieser Zeit am Himmel zu sehen sind. Ihre Positionen lassen sich aus den in die Mater (oder Tympanon) gravierten Koordinatenlinien ablesen.

### Ortszeit bestimmen
1. Ein bekannter Stern wird über die drehbare Alhidade auf der Rückseite des lotrecht hängenden Astrolabiums angepeilt. Die Alhidade zeigt dann auf der Gradskala den aktuellen Höhenwinkel des Sterns.
2. Es wird festgestellt, ob der Stern gerade in der östlichen oder der westlichen Hälfte des Himmels liegt, das heißt, ob er momentan auf- oder absteigt.
3. Die Rete wird gedreht, bis der Zeiger des bekannten Sterns über demjenigen in der Mater gravierten Kreis (Almukantarate) liegt, der die im ersten Schritt gemessene Höhe angibt. Im Allgemeinen ergeben sich zwei Möglichkeiten, eine in der östlichen, eine in der westlichen Hälfte. Die richtige wurde im zweiten Schritt bestimmt.
4. Der Ostensor wird über der Ekliptik auf das aktuelle Datum gestellt. Dann zeigt er auf dem Stundenkreis der Mater (Limbus) die wahre Ortszeit an.

### Himmelsrichtungen bestimmen
Der Azimutbogen, über den ein Sternzeiger bei einer der oben beschriebenen Anwendungen gebracht wurde, gibt die Himmelsrichtung an, in der der Stern steht, genauer: die Richtung, in der dessen Azimutbogen (Vertikalkreis) den Horizont schneidet. Bei manchen Astrolabien ist der Horizontkreis mit den Azimutwinkeln skaliert.

## Astronomische Uhren

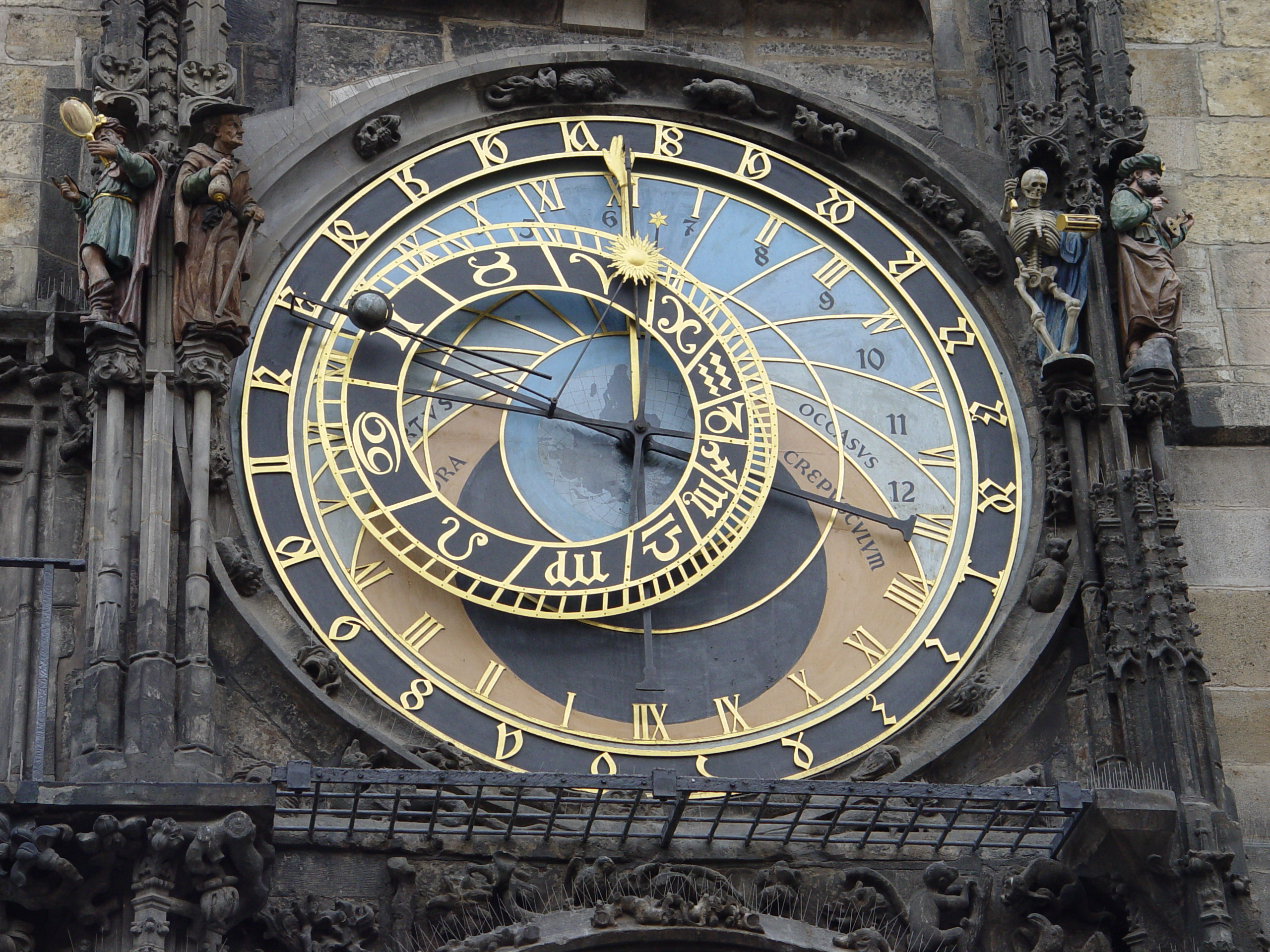
Die astronomische Uhr am Prager Rathaus

Mit einem Astrolabium lässt sich auch die (scheinbare) gleichmäßige Drehung des Himmels nachbilden, wenn man die Rete gleichmäßig und mit entsprechender Geschwindigkeit dreht. Die Kombination eines Astrolabiums mit einem Uhrwerk ist als sogenannte Astrolabiumsuhr die anschaulichste Variante der astronomischen Kunstuhren.
Auf der Nordhalbkugel verwendete Astrolabien enthalten die sogenannte nördliche Projektion: Projektion vom südlichen Himmelspol aus, nördlicher Polarstern im Drehzentrum. Da sich die Sonne als „Zeitmacher“ vorwiegend über dem Südhorizont aufhält, wird deren Bewegung bei sogenannter südlicher Projektion anschaulicher dargestellt und deshalb in Astrolabiumsuhren bevorzugt verwendet. Der Horizont ist konvex geformt, der dargestellte Himmel dreht sich im uns geläufigen Uhrzeigersinn, das heißt, dass dieser von den Astrolabiumsuhren ausgegangen sein könnte.
Beim Astrolabium geht es primär um die Darstellung der Sterne, bei einer Uhr um die Anzeige der 24 Stunden. Letztere wird von der Sonne angegeben, die dem Astrolabium hinzugefügt ist. Das Sonnensymbol dreht sich zusammen mit dem Stundenzeiger, bleibt also hinter den Sternen pro Tag um etwa 4 Minuten (1°) zurück. Der Antrieb der Rete, die meistens nur noch die im Ekliptik-Ring vereinten Sterne beziehungsweise Tierkreiszeichen enthält, ist so ausgelegt, dass sie sich in 24 Stunden etwa 1° mehr als einmal ganz herumdreht. Das Sonnensymbol wird auch auf dem Ekliptik-Kreis geführt, auf dem es täglich etwa 1° zurückbleibt und auf diese Weise die Rückwärtsbewegung der Sonne durch den Tierkreis einmal pro Jahr darstellt. Infolge der Exzentrizität des Ekliptik-Kreises hat die Symbol-Sonne übers Jahr verschiedenen Abstand vom Drehzentrum, was wiederum der Änderung der jahreszeitlichen Sonnen-Höhe entspricht.
Meistens wird in ihnen zusätzlich auch die Bewegung des Mondes dargestellt. Die aufwändigere Darstellung der Planetenbewegungen ist sehr selten versucht worden.

## Vergleich mit Sternkarten
Drehbare Sternkarten lassen sich als abgewandelte Astrolabien verstehen. Aus deren Rete ist die ebenfalls drehbare Sternenscheibe geworden. Diese enthält wesentlich mehr Sterne gemäß dem eingeschränkten Zweck, Laien die Orientierung am Sternenhimmel durch vergleichende Betrachtung zu erleichtern. Dafür wird auf mehrere Skalen verzichtet, so dass viele quantitative Mess-, Bestimmungs- und Umrechenfunktionen nicht mehr möglich sind. Die Drehung der Sternenscheibe simuliert die Drehung des Sternenhimmels. Ihre Einstellmöglichkeit relativ zum Horizont verhilft dazu, den zur Zeit der Beobachtung nicht sichtbaren Teil des Himmels auch auf der Sternkarte auszublenden. Im Unterschied zum Astrolabium wird anstatt der stereographischen oft die mittabstandstreue Azimutalprojektion angewendet. Wesentlicher Unterschied ist aber, dass der beim Astrolabium übliche Blick von außen zugunsten des Blicks von der Erde aus gegen den Sternenhimmel aufgegeben ist. Daher sind die Sternbilder auf den Sternkarten nicht spiegelverkehrt, müssen zum Vergleich mit dem Nachthimmel aber über Kopf gehalten werden.

## Trivia
In der US-amerikanischen Serie Warehouse 13 kommt ein magisches, mysteriöses Astrolabium vor, mit dem man die Zeit zurückstellen kann.